# Villemoutiers
Villemoutiers település Franciaországban, Loiret megyében. Lakosainak száma 475 fő (2022. január 1.). Villemoutiers Moulon, Auvilliers-en-Gâtinais, Chevillon-sur-Huillard, Ladon, Ouzouer-sous-Bellegarde, Presnoy és Saint-Maurice-sur-Fessard községekkel határos.

## Népesség
A település népessége az elmúlt években az alábbi módon változott:
| Lakosok száma | 420  | 398  | 543  | 496  | 479  | 481  | 486  | 484  | 483  | 475  |
|               | 1968 | 1982 | 1990 | 2006 | 2013 | 2015 | 2017 | 2019 | 2020 | 2022 |